# Robeline
Robeline is een plaats (village) in de Amerikaanse staat Louisiana, en valt bestuurlijk gezien onder Natchitoches Parish.
In deze plaats bouwden de Spanjaarden een fort, Los Adaes, ten westen van het Franse fort Natchitoches, gesticht in 1714. De Fransen veroverden kort nadien dit fort dat nauwelijks bemand werd. De Spanjaarden bouwden daarop een nieuw fort met dezelfde naam. Rond Los Adaes ontstond een nederzetting en in 1729 werd het de eerste hoofdstad van Texas. Op de plaats van het fort is er nu een historische site, Los Adaes State Historic Site.

## Demografie
Bij de volkstelling in 2000 werd het aantal inwoners vastgesteld op 183.
In 2006 is het aantal inwoners door het United States Census Bureau geschat op eveneens 183.

## Geografie
Volgens het United States Census Bureau beslaat de plaats een oppervlakte van
2,6 km², geheel bestaande uit land. Robeline ligt op ongeveer 44 m boven zeeniveau.

## Plaatsen in de nabije omgeving
De onderstaande figuur toont nabijgelegen plaatsen in een straal van 28 km rond Robeline.